# Careful What You Wish For (filme)
Careful What You Wish For (Brasil: A Cilada ) é um thriller erótico estadunidense de 2015 dirigido por Elizabeth Allen Rosenbaum e estrelado por Nick Jonas, Isabel Lucas, Graham Rogers e Dermot Mulroney. O filme foi lançado em 10 de junho de 2016, pela Starz Digital. Seu enredo é fortemente inspirado no filme Body Heat, de 1981.

## Sinopse
Doug Martin (Nick Jonas) é um jovem adulto que passa o verão com seus pais na casa do lago. Quando o rico banqueiro de investimentos Elliot Harper (Dermot Mulroney) se muda para a casa ao lado, Doug se vê imediatamente atraído pela jovem esposa de Elliot, Lena Harper (Isabel Lucas). Elliot contrata Doug para trabalhar em seu veleiro, e isso dá a Doug uma desculpa para interagir com Lena, que muitas vezes está sozinha devido a Elliot viajar a negócios. Eventualmente, Lena e Doug começam um caso, começando com Doug perdendo sua virgindade com Lena. Lena dá a eles celulares pré-pagos para se comunicarem e constantemente avisa Doug sobre a natureza possessiva e ciumenta de Elliot. Lena também mostra sinais de abuso físico, que ela diz serem de Elliot.
Uma noite, Lena chama Doug para a casa, onde ele encontra Elliot sem vida no chão. Lena afirma que ele a atacou e ela o matou acidentalmente ao revidar. Depois de alguma apreensão por parte de Doug, Lena o convence a ajudá-la a encobrir sua parte na morte de Elliot. Logo depois que uma investigadora de seguros chamada Angie Alvarez (Kandyse McClure) apareceu para investigar a morte de Elliot, devido ao grande acordo de 10 milhões de dólares que Lena agora deve receber de seu seguro de vida. A suspeita recai rapidamente sobre Doug, e ele fica nervoso com a atenção crescente sobre ele por parte de Angie e do xerife da cidade (Paul Sorvino). Eventualmente, ele percebe que Lena o tem manipulado esse tempo todo, com a intenção de incriminá-lo pelo crime; ela afirma que, em vez de um caso consensual, Doug a estava perseguindo e estuprando, e então matou Elliot em um ataque de ciúme. As tentativas de Doug de provar sua inocência são frustradas a cada passo, provavelmente por Lena. Por exemplo, um jardineiro dos Harper que viu Doug e Lena juntos aparece assassinado antes que a polícia pudesse falar com ele.
Com a polícia pronta para prendê-lo e com Lena tendo recebido o dinheiro do seguro, Doug a segue até um hotel em que ela está com Angie, com a intenção de recuperar um dos celulares pré-pagos que ele e Lena usaram de sua pessoa como prova. É aí que Doug percebe que Angie é na verdade amante de Lena e tem sido sua cúmplice desde o início. A princípio parece que Lena vai deixar Doug para levar o rap, porém em um último gesto de amor ela decide deixar Doug o telefone celular, que contém a prova exoneradora de que ele precisa. Angie e Lena fogem do país em um avião particular.
Na narração de encerramento, Doug explica como ele acabou sendo enviado para a prisão, mas com acusações reduzidas por um curto período de tempo. Lena e Angie ainda estão fugindo. Ele pondera se faria tudo de novo.

## Elenco
- Nick Jonas como Doug Martin
- Isabel Lucas como Lena Harper
- Kandyse McClure como Angie Alvarez
- Graham Rogers como Carson
- Dermot Mulroney como Elliott Harper
- Marc Macaulay como Gordon
- Paul Sorvino como xerife
- John Driskell Hopkins como Gus
- Alex ter Avest como Emma Shalloway
- David Sherrill como Brian
- Kiki Harris como Emily Martin
- Jay Potter como Richard

## Produção
Em setembro de 2012, foi anunciado que Isabel Lucas se juntou ao elenco do filme, com Elizabeth Allen dirigindo o filme a partir de um roteiro de Chris Frisina, com Hyde Park-Image Nation, Troika Pictures e Merced Media Partners irão financiar e produzir o filme. Em janeiro de 2013, uma chamada para o elenco do filme foi realizada. Em março de 2013, foi anunciado que Nick Jonas havia se juntado ao elenco do filme, interpretando o papel de um homem que começa um caso com a esposa de um banqueiro de investimentos. Naquele mesmo mês, foi anunciado que Dermot Mulroney havia se juntado ao elenco do filme, interpretando o papel de um banqueiro de investimentos casado com Lena. Em abril de 2013, foi anunciado que Graham Rogers havia se juntado ao elenco do filme, interpretando o papel do melhor amigo de Doug. No mesmo mês, também foi anunciado que Paul Sorvino havia sido escalado para o filme, interpretando o papel de um xerife.

## Filmagens
A produção do filme começou em 22 de abril de 2013, na Carolina do Norte, e concluída em maio de 2013. O filme foi parcialmente financiado por US$1.193.150 (aproximadamente 25% do valor do filme custos) em créditos fiscais de produção de filmes alocados pelo Departamento de Receita do Estado da Carolina do Norte.

## Lançamento
Antes da produção do filme, Hyde Park International vendeu os direitos de distribuição internacional do filme na Alemanha, América Latina, Europa Oriental, Oriente Médio, Turquia, Portugal, África do Sul e Indonésia. O filme foi ao ar na Espanha em 22 de agosto de 2015, para um sucesso de 1,4 milhões de telespectadores durante a primeira exibição. Em março de 2016, Starz Digital adquiriu os direitos de distribuição do filme nos Estados Unidos. O filme estava programado para ser lançado em 10 de junho de 2016.